# Застава Туркменске ССР
Застава Туркменске ССР је усвојена 1. августа 1953. године од стране владе Туркменске ССР. Ова застава је била у употреби до 19. фебруара 1992. године, када је замењена данашњом заставом Туркменистана.
Застава је била црвене боје, а средином су се хоризонтално протезале две плаве траке. У горњем левом куту налазио се златни срп и чекић, а изнад њега петокрака црвена звезда.

## Историјске заставе
Прва застава Туркменске ССР усвојена је почетком 1930-их година. Била је црвене боје са великим српом и чекићем и црвеном звездом у горњем левом делу заставе, због чега је сличила застави Совјетског Савеза.
Године 1937, усвајањем новог устава усвојена је и нова застава. Била је црвене боје и са латиничним натписом златне боје, T.S.S.R. (Туркменска Совјетска Социјалистичка Република).
Током 1940-их, усвојена је нова застава на којој је латинични натпис замењен ћириличним, а уклоњене су и тачке испред слова.